# Aleksandr Lusin
Aleksandr Lusin (* 14. August 1997) ist ein estnischer Tischtennisspieler. Er ist Rechtshänder, Abwehrspieler und verwendet die europäische Shakehand-Schlägerhaltung. Bisher (2020) vertrat er sein Land bei fünf Europameisterschaften und vier Weltmeisterschaften.
In der Saison 2013/14 spielte er beim deutschen Oberligaverein HSV Medizin Magdeburg.

## Turnierergebnisse
| Verband | Veranstaltung              | Jahr | Ort            | Land | Einzel        | Doppel    | Mixed     | Team | U-21  |
| ------- | -------------------------- | ---- | -------------- | ---- | ------------- | --------- | --------- | ---- | ----- |
| EST     | Europameisterschaft        | 2019 | Nantes         | FRA  |               |           |           | 17   |       |
| EST     | Europameisterschaft        | 2017 | Luxemburg      | LUX  |               |           |           | 32   |       |
| EST     | Europameisterschaft        | 2015 | Jekaterinburg  | RUS  |               |           |           | 29   |       |
| EST     | Europameisterschaft        | 2014 | Lissabon       | POR  |               |           |           | 31   |       |
| EST     | Europameisterschaft        | 2013 | Schwechat      | AUT  | Qual.         |           |           | 28   |       |
| EST     | World Tour                 | 2014 | Minsk          | BLR  | letzte 64     |           |           |      | Qual. |
| EST     | Weltmeisterschaft          | 2016 | Kuala Lumpur   | MAS  |               |           |           | 45   |       |
| EST     | Weltmeisterschaft          | 2015 | Suzhou         | CHN  | Qual.         | letzte 64 | letzte 32 |      |       |
| EST     | Weltmeisterschaft          | 2014 | Tokio          | JPN  |               |           |           | 52   |       |
| EST     | Weltmeisterschaft          | 2013 | Paris          | FRA  | Qual.         |           | letzte 64 |      |       |
| EST     | Jugend-Europameisterschaft | 2015 | Bratislava     | SVK  | letzte 128    |           |           | 36   |       |
| EST     | Jugend-Europameisterschaft | 2014 | Riva del Garda | ITA  | letzte 64     |           |           | 37   |       |
| EST     | Jugend-Europameisterschaft | 2013 | Ostrava        | CZE  | letzte 16     |           |           | 24   |       |
| EST     | Jugend-Europameisterschaft | 2012 | Schwechat      | AUT  | Viertelfinale |           |           | 33   |       |
| EST     | Jugend-Europameisterschaft | 2011 | Kasan          | RUS  | letzte 64     |           |           | 27   |       |
| EST     | Jugend-Europameisterschaft | 2010 | Istanbul       | TUR  | letzte 64     |           |           | 30   |       |